# Los reporteros (TVE)
Los reporteros fue un programa de televisión de España emitido por La 1 de Televisión Española entre 1974 y 1976.Considerado por el Grupo Joly uno de los cien mejores programas de la historia de la televisión en España fue nominado en dos ocasiones al premio TP de Oro a mejor programa nacional.

## Formato
Programa de reportajes en el que diferentes periodistas de Televisión Española presentaban al público situaciones de conflicto político, social, económico o incluso bélico en diferentes partes del planeta a mediados de la convulsa década de los 70.

## Reporteros
Bajo la dirección de Javier Pérez Pellón, entre los periodistas que colaboraron a lo largo de dos años en el espacio se incluyen Manolo Alcalá, Javier Basilio, Miguel de la Quadra-Salcedo, Jesús González Green, Diego Carcedo, Elena Martí, Enrique Meneses, Ángel Marrero, José Antonio Plaza o Federico Volpini de Rueda.

## Episodios
Entre los frentes cubiertos por el programa se incluyen
- Guerra de Independencia de Mozambique, por Miguel de la Quadra-Salcedo (16 de julio de 1974).
- Guerra de Vietnam, por Javier Pérez Pellón (20 de agosto de 1974).[6]
- Guerra de Angola, por Diego Carcedo (20 de agosto de 1974).[7]
- Anni di piombo, por Diego Carcedo (12 de octubre de 1974).[8]
- El derrocamiento de Haile Selassie, por Miguel de la Quadra-Salcedo (21 de diciembre de 1974).[9]
- Hambruna en la India, por José Víctor Sueiro (10 de febrero de 1975).
- Proceso Revolucionario en Curso, por Diego Carcedo (8 de marzo de 1975).[10]
- Dictadura militar (Chile), por Manolo Alcalá (15 de marzo de 1975).[11]
- Apartheid en Sudáfrica (23 de mayo de 1975).
- Independencia de Papúa Nueva Guinea, por Diego Carcedo (16 de septiembre de 1975).
- Marcha verde, por Diego Carcedo (19 de noviembre de 1975).[12]
- Conflicto de Irlanda del Norte, por José Antonio Plaza (25 de junio de 1976).[13]